# Océ
Het Nederlandse Océ was een bedrijf dat kopieermachines vervaardigt en zich geleidelijk heeft ontwikkeld tot een bedrijf dat ook dienstverlening omvat aangaande informatiebeheer in het algemeen. De onderneming was actief in meer dan tachtig landen en had research- en productiecentra in Nederland, Duitsland, België, Frankrijk, Tsjechië, de Verenigde Staten en Japan. Océ telde wereldwijd 3.900 medewerkers en realiseerde in 2015 een omzet van € 780 miljoen en een verlies van € 16 miljoen. Op 1 januari 2020 is de naam Océ gewijzigd in Canon Production Printing.

## Geschiedenis

### Boterkleurselfabriek
De geschiedenis van Océ begint wanneer Lodewijk van der Grinten in 1857 een apotheek begint in Venlo. Naast zijn apothekerswinkel heeft Van der Grinten ook interesse in de scheikunde, en ontwikkelt hij in de jaren zeventig van de 19de eeuw een stof om margarine, een goedkope vervanger van boter die recentelijk is uitgevonden, de kleur van boter te geven. In 1877, het jaar dat wordt beschouwd als het jaar dat het bedrijf van start ging, begint Van der Grinten zijn product op de markt te brengen. De boterkleurstof vindt gretig aftrek. Wanneer Van der Grinten overlijdt en zijn derde zoon Frans van der Grinten het apothekersbedrijf overneemt, besluit deze het bedrijf te specialiseren tot boterkleurselfabriek. De apotheek wordt overgenomen door zijn broer Wiel. Het recept voor boterkleursel werd in 1970 verkocht aan Unilever.

### Kopieerpapier
"Boterkleurselfabriek L. van der Grinten" groeide in omzet en aantal medewerkers, en begon ook te experimenteren met andere toepassingen van kleurstoffen, zoals het kleuren van gordijnen. Toen in het boekjaar 1918 voor het eerst in de geschiedenis van het bedrijf verlies gedraaid werd (te wijten aan het gebrek aan grondstoffen in de Eerste Wereldoorlog), besloot Frans van der Grinten om de kennis van kleurstoffen in te zetten bij het onderzoek naar blauwdrukmaterialen. Het blauwdrukken was op dat moment een zeer nieuwe techniek, en de familie Van der Grinten stond te springen om ermee te experimenteren. In 1920 werd het eerste blauwdrukpapier verkocht. Dit werd tot 1946 geproduceerd.
Louis en Karel van der Grinten, twee van de kinderen van Frans, hebben intussen een gedegen scheikunde-opleiding genoten in het buitenland, en slagen er in 1927 in om octrooi aan te vragen op het door hen ontwikkelde "semi-droge diazo-procedé", een nieuw kopieersysteem dat onder de merknaam "Océ" op de markt werd gebracht, een merknaam die niet meer was dan een afkorting van de half Duitse half Nederlandse term  "Ohne Componente" (OC). Vier jaar later legde het bedrijf zich vrijwel volledig toe op de productie van Océ. Het voordeel van deze nieuwe technologie was dat er een positief in plaats van een negatief beeld ontstond.
In 1928 werd het bedrijf omgezet in een naamloze vennootschap.
In 1935 werd een technologie ontwikkeld om ook niet-lichtdoorlatende documenten te kopiëren, de zogenaamde "rasterreflectografie". Deze werd overvleugeld door de in 1938 in de Verenigde Staten door Chester F. Carlson uitgevonden "elektrofotografie". In 1956 kwamen de "elektrostatische kopieerapparaten" op de markt, waarmee de rasterreflectografie achterhaald werd.

### Apparaten
Kopieerapparaten werden oorspronkelijk niet door Van der Grinten vervaardigd, maar door de in 1931 te Venlo door L.P. Grothauzen opgerichte "Machinefabriek Emwee". In 1958 werd dit bedrijf, dat toen 220 medewerkers telde, in de Van der Grinten groep opgenomen.
Tijdens de Tweede Wereldoorlog is medewerker Th. Sanders in de Verenigde Staten begonnen met "The Guthery Company for Van der Grinten products" waardoor de productie kon worden voortgezet, terwijl in Nederland de werkzaamheden stagneerden.
In de jaren 50 van de 20e eeuw braken er andere tijden aan voor "Chemische Fabriek L. van der Grinten". Het bedrijf expandeerde en verkooporganisaties werden opgezet. In 1956 trad er voor het eerst een directielid aan dat niet tot de familie Van der Grinten behoort, J.M. van Susante. Twee jaar later ging het bedrijf naar de beurs, en in 1959 werd de eerste (een eerdere mislukte poging in de jaren 30 niet meegerekend) eigen buitenlandse vestiging van het bedrijf geopend in Mülheim (Duitsland). De fabriek hield zich op dat moment vrijwel alleen nog met het merk Océ bezig. In de jaren 40 van de 20e eeuw was men al gestopt met de blauwdrukproductie, en in 1970 beëindigde men de productie van boterkleursel. Het recept hiervoor werd overgedragen aan Unilever. Door deze specialisatie besloot het bedrijf om in 1970 de merknaam van zijn product in de bedrijfsnaam te verwerken en volgde er een naamswijziging van "Van der Grinten N.V." naar "Océ-van der Grinten N.V.". Tal van overnames hadden plaats evenals de oprichting van verkooporganisaties, eerst in West-Europese landen en later over de gehele wereld.
Olav van der Grinten, kleinzoon van Frans van der Grinten, was uiteindelijk de laatste telg van de familie die actief was in het bestuur van het bedrijf. In 1988 ging hij met pensioen en werd vervolgens commissaris van Océ N.V. In 1996 verliet hij het bedrijf. Het jaar daarop besloot men om het "Van der Grinten" uit de naam van de onderneming te halen en kwam het bedrijf bekend te staan als "Océ Venlo".
Verdere toplieden van het bedrijf waren Jan Kaptein van 1974 tot 1987, Henk Bodt van 1987 tot 1990, Harry Pennings van 1990 tot 1997, en Jan Hovers, die in 1999 weer moest gaan en werd opgevolgd door Rokus van Iperen. In 2012 werd Anton Schaaf voorzitter van de raad van bestuur van Océ.
In 1996 werd de printerdivisie van Siemens Nixdorf overgenomen waardoor Océ ook in de printermarkt actief werd. De rooskleurige vooruitzichten werden ongunstiger omdat de concurrentieslag met een aantal veel grotere spelers op de markt (Canon, Rank Xerox en dergelijke) weleens verloren zou kunnen worden. Er volgde verplaatsing van de productie naar lage-lonenlanden en de afbouw van het bestand aan geleasede apparaten. Hierdoor raakten ook de toeleveranciers in de regio tal van opdrachten kwijt.
In 2005 werd de Amerikaanse dealer Imagistics opgekocht, waardoor Océ het recht verwierf om in Europa de eenvoudiger kopieermachines van Konica Minolta te verkopen. Océ ging zich richten op nichemarkten, en produceerde nog slechts grootformaatkopieermachines, geavanceerde kleurenprinters en kopieermachines voor grote volumes.
In januari 2008 werden OCR en de data-capture-activiteiten verkocht aan de Amerikaanse onderneming Captaris Inc.
Het productgamma in 1980 bestond uit kantooroffsetmachines, diazo-lichtdrukmachines, elektromagnetische kopieermachines, plainpapermachines en randapparatuur voor de grafische industrie. De OCE 1700 was de eerste machine die dezelfde kwaliteit als Rank Xerox leverde, zij het tegen veel lagere prijzen. De Océ-ingenieurs hebben om de Xeroxpatenten heen gewerkt door een riem te gebruiken in plaats van een trommel.

### Overname door Canon
Hoewel er in Venlo nog wel assemblagewerkzaamheden plaatsvinden, werd de belangrijkste activiteit aldaar sindsdien gevormd door het onderzoeks- en ontwikkelingslaboratorium. Het was met name de kennis die in dit laboratorium aanwezig is die aantrekkelijk bleek voor Canon, het bedrijf dat op 13 november 2009 aankondigde dat het Océ zou overnemen.
In november 2009 deed het Japanse Canon een overnamebod op Océ. Het bod van € 8,60 per aandeel, neerkomend op ongeveer 730 miljoen euro, kreeg de goedkeuring van het bestuur en de commissarissen van Océ. Maar aandeelhouder Orbis Portfolio Management vond Océ hiermee ondergewaardeerd en weigerde te verkopen. Pas in december 2011 kon Canon Orbis overtuigen met een verhoogd bod van € 9,75 per aandeel, zodat in januari 2012 een uitrookbod kwam op de resterende aandelen. Op 14 februari 2012 werd de beursnotering van Océ geschrapt.
In januari 2019 kreeg het personeel te horen dat er 300 banen gaan verdwijnen per begin 2020. Er werken nu nog 2250 mensen. Océ kampt met financiële problemen door de verdergaande digitalisering, waardoor er minder geprint wordt. De afgelopen jaren werd er fors verlies geleden. De ontslagen maken deel uit van een pakket om de kosten met €35 miljoen per jaar te drukken. 
Op 1 januari 2020 is de naam Océ gewijzigd in Canon Production Printing.

## Erfgoed

### Straatnamen
In de loop der tijd zijn er in Nederland inmiddels zes straten vernoemd naar een aantal oprichters van genoemde bedrijven. Op vrijdag 9 januari 2009 is ook Lodewijk van der Grinten, de zevende grondlegger in de rij van Nederlandse industrialisten, op deze manier geëerd. Sinds 1877 leveren familie van der Grinten en Océ N.V. al een substantiële bijdrage aan de stad Venlo. Reden voor de gemeente deze gelegenheid aan te grijpen een passend cadeau aan te bieden aan de oprichters en haar familieleden. De Van der Grintenstraat zal daarom nu, middels een voor Nederland uniek en innovatief ontwerp van het straatnaambord, deel uitmaken van het officiële Venlose stratenplan, ter vervanging van het westelijk deel van de voormalige Hakkesstraat, waar de afdeling R&D is gehuisvest.

### Gedenksteen
Aansluitend op de feestelijke onthulling van de Van der Grintenstraat heeft Océ tevens een historisch gedenkteken aangeboden aan de stad Venlo. Daar waar in 1857, in de Steenstraat 2, apotheek Van der Grinten begon, is de gevel van het pand voortaan voorzien van deze bijzondere informatie die het verleden van dit pand tekent. Het pand diende namelijk niet alleen als apotheek, maar is tevens het geboortehuis van Lodewijk van der Grinten, uitvinder van Boterkleursel (1877), oprichter van de Nederlandsche Chemische fabriek L. van der Grinten N.V. (1889) en grondlegger van Océ N.V. (1972).

## Producten

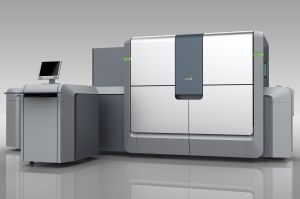
Océ ColorStream 10000

Océ ontwikkelt en vervaardigt zijn grotere en specialistische producten grotendeels zelf en verkoopt voornamelijk direct via eigen verkoop- en serviceorganisaties; de kleinere en goedkopere apparaten worden door derden geproduceerd. Een beperkt gedeelte van haar producten wordt ook via derden gedistribueerd. Océ richt zich op professionele gebruikers, in het bijzonder daar waar hoge documentenvolumes worden verwerkt. Océ levert:
- Printers, kopieerapparaten, scanners;
- Outputmanagementsoftware;
- Toebehoren, zoals papier, toner, inkten, en dergelijke;
- Professionele diensten: adviezen met betrekking tot de inrichting van outputmanagementsystemen en systeemintegratie bij klanten;
- Zakelijke diensten: organisatie en operationele uitvoering van documentmanagement voor verschillende typen klanten;
- Onderhoud en after-sales service;
- Financiering van de aankopen van hardware en software.

De hoofdvestiging van Océ bevindt zich in Venlo. De voornaamste taak van de hoofdvestiging is de ontwikkeling van nieuwe producten en het verbeteren van bestaande technieken. De verkoop- en assemblage-afdelingen bevinden zich verspreid over de verschillende werelddelen.
Océ levert zijn producten hoofdzakelijk aan professionele gebruikers in kantooromgevingen en de industrie waar hoge productiviteit en hoge volumes gevraagd worden, alsmede aan de grafische industrie.

## Omzet- en winstgeschiedenis
| Jaar | Omzet           | Nettoresultaat  |
| ---- | --------------- | --------------- |
| 2015 | € 780 miljoen   | € -16 miljoen   |
| 2014 | € 878 miljoen   | € 81 miljoen    |
| 2013 | € 930 miljoen   | € 32 miljoen    |
| 2012 | € 2.496 miljoen | € -102 miljoen  |
| 2011 | € 2.597 miljoen | € -119 miljoen  |
| 2010 | € 2.860 miljoen | € - 165 miljoen |
| 2009 | € 2.648 miljoen | € -47 miljoen   |
| 2008 | € 2.909 miljoen | € 4 miljoen     |
| 2007 | € 3.098 miljoen | € 79 miljoen    |
| 2006 | € 3.110 miljoen | € 57 miljoen    |
| 2005 | € 2.667 miljoen | € 82 miljoen    |